# Battaglia di Sessano
La battaglia di Sessano è stato un evento bellico del 28 giugno 1442, svoltosi nei pressi di Sessano del Molise, nel Regno di Napoli, che vide contrapposti la compagnia Caldoresca, capitanata da Antonio Caldora, e l'esercito napoletano, guidato dal re Alfonso V d'Aragona.

## Antefatti
Dopo aver assediato e conquistato Napoli il 2 giugno 1442, diventando il nuovo re del Regno, ed essersi impadronito di Isernia il dì seguente, Alfonso V d'Aragona si diresse a Carpinone per affrontare il condottiero Antonio Caldora, il quale rivestiva la carica di gran connestabile del Regno e militava per il rivale al trono Renato d'Angiò-Valois. Il 27 giugno giunse nel feudo e cinse d'assedio il castello, in cui vi dimoravano la moglie di Antonio, Emilia/Isabella Caracciolo, con i figli, e che era gestito in subvassallaggio da Antonio Reale, fratello di latte del Caldora. Saputo che questi non si trovava ivi, Alfonso collocò il suo accampamento in una piana situata nei pressi di Sessano del Molise in maniera da sbarrare la strada alla compagnia Caldoresca ed impedire ogni tipo di soccorso al castello di Carpinone; fece inoltre rafforzare con 300 soldati il castello di tale località, la quale era tenuta dal nobile Onofrio della Castagna, suo fedele. Antonio, ritrovatosi bloccato, si ritirò con la sua compagnia di ventura a Pescolanciano, e da lì la sera stessa mandò il condottiero Paolo di Sangro al cospetto di Alfonso per dichiarare battaglia.

## La battaglia
Il dì successivo, 28 giugno, Antonio si accampò col suo esercito in un guado vicino all'accampamento di Alfonso, il quale era attraversato da un fiume, attendendo la venuta dell'esercito nemico. Entrambi avevano diviso i rispettivi eserciti in squadre, ma i militi caldoreschi erano di numero assai maggiore di quelli di Alfonso. Nonostante gli avvertimenti datigli in particolare da Giovanni Ventimiglia, Alfonso volle partecipare in prima persona allo scontro, che fu aspro e con grande spargimento di sangue. Inviò tre squadre contro le truppe avversarie, e poi via via ad una ad una altre schiere con l'incarico di attaccare i fianchi dell'esercito nemico. Contemporaneamente i soldati collocati nel castello di Sessano assalirono l'accampamento di Antonio, costringendolo a mandarvi in suo aiuto una schiera. La compagnia Caldoresca si ritrovò quindi scompaginata e, proprio nel momento cruciale, Paolo di Sangro passò nelle file nemiche, impedendo così il soccorso alle retrovie dell'esercito caldoresco. Antonio Caldora fu catturato insieme a 4 800 cavalieri e Giovanni Attendolo fu costretto a fuggire ad Ortona con soli 15 cavalieri e a dirigersi poi ad Ancona.

## Conseguenze
Il Caldora, sconfitto, venne condotto come detenuto nel suo castello di Carpinone. Qui Alfonso gli chiese di mostrargli tutte le cose preziose che vi custodiva; gli sottrasse solo un vaso di cristallo che era stato donato dai Veneziani a suo padre Jacopo, fece bruciare tutti i propri documenti e gli confermò tutti i propri feudi ad eccezione di quelli che erano stati conquistati dal padre, che donò ai condottieri a lui più fedeli. Tale evento bellico diede avvio al graduale declino della supremazia della famiglia Caldora nel Regno di Napoli, che si concluderà definitivamente con l'assedio di Vasto del 1464.